# Мельников, Владимир Иванович
Владимир Иванович Мельников (29 октября 1935, Ржев, Калининская область, РСФСР, СССР — 4 января 2010, Москва, Россия) — советский партийный и государственный деятель. Первый секретарь Коми обкома КПСС (1987—1989). Председатель Совета министров Коми АССР (1984—1987). Министр лесной промышленности СССР (1989—1991).

## Биография
По национальности русский.
- В 1958 г. окончил Московский лесотехнический институт.
- В 1958—1962 гг. — инженер производственного отдела комбината начальник лесопункта, начальник производственно-технического отдела леспромхоза.
- В 1962—1970 гг. работает на Сыктывкарском механическом заводе: старший инженер-конструктор, начальник отдела, заместитель директора, директор Сыктывкарского механического завода.
- В 1970—1976 гг. — секретарь Сыктывкарского горкома КПСС, заведующий отделом Коми обкома КПСС.
- В 1976—1979 гг. — инструктор Отдела ЦК КПСС.
- В 1979—1984 гг. — второй секретарь Коми обкома КПСС.
- В 1984—1987 гг. — Председатель Совета Министров Коми АССР.
- В 1987—1989 гг. — первый секретарь Коми обкома КПСС.
- В 1989—1991 гг. — Министр лесной промышленности СССР.
- В 1991 г. председатель правления Российской государственной корпорации по производству лесобумажной продукции «Российские лесопромышленники».
- В 1992—2010 гг. президент акционерного общества «Российские лесопромышленники».

Член КПСС с 1961 г.
Депутат Верховного Совета СССР 11 созыва. Народный депутат СССР до октября 1989 г.
Скончался 4 января 2010 года в Москве от сердечного приступа. Похоронен на Троекуровском кладбище в Москве.

## Награды и звания
- Три ордена Трудового Красного знамени
- Орден Дружбы народов
- Заслуженный работник сельского хозяйства Коми АССР